# Tityus riocaurensis
Espèce
Tityus riocaurensis est une espèce de scorpions de la famille des Buthidae.

## Distribution
Cette espèce est endémique de l'État de Bolívar au Venezuela. Elle se rencontre vers Cedeño.

## Étymologie
Son nom d'espèce, composé de riocaur[a] et du suffixe latin -ensis, « qui vit dans, qui habite », lui a été donné en référence au lieu de sa découverte, le río Caura.

## Publication originale
- González-Sponga, 1996 : « Arácnidos de Venezuela: seis nuevas especies del género Tityus y redescripción de Tityus pococki Hirst, 1907, Tityus rugosus (Scenkel, 1932) N. comb. y Tityus nematochirus Mello-Leitao, 1940 (Scorpionida: Buthidae). » Acta Biologica Venezuelica, vol. 16, no 3, p. 1-38.